# Гурьев, Михаил Артёмович
Михаил Артёмович Гурьев ( 10 октября 1938, Марково, Глушковский район, Курская область, СССР — 14 декабря 2010 ) — советский и украинский железнодорожник, начальник Одесской железной дороги ( 1988-1997) .

## Биография
Родился в селе Марково в Курской области в семье рабочего.
В 1961 году окончил Харьковский институт инженеров железнодорожного транспорта, получив профессию инженера по эксплуатации железных дорог, и попал по распределению на Донецкую железную дорогу . Работал дежурным по станции, станционным диспетчером станции Ясиноватая, начальником станции Авдеевка .
В 1965 году был назначен на должность главного инженера, а впоследствии - заместителя начальника станции Ясиноватая.
В 1970—1977 занимал должность начальника станции Дебальцево-Сортировочная . В течение года работал начальником отдела движения - заместителем начальника Иловайского отделения Донецкой железной дороги.
В 1978 году был назначен заместителем начальника Ясиноватского отделения, обязанности которого он выполнял в течение двух лет.
С 1980 по 1982 год занимал должности начальника службы движения Донецкой железной дороги и заместителя начальника Донецкой железной дороги.
В 1983 году был переведен на ЮЖД на должность первого заместителя начальника железной дороги.
С 1988 года занимал должность начальника Одесской железной дороги .
Вышел на пенсию из-за проблем со здоровьем в 1997 году.
Скончался 14 декабря 2010 года.

## Память
В октябре 2013 года именем Михаила Гурьева была переименована одна из платформ Одесской железной дороги, ранее носившая название «Раздельная-Сортировочная»  .

## Награды
- Орден Дружбы народов
- Знак «Почётному железнодорожнику»